# ウェイン・スミス (アメリカンフットボール)
ウェイン・スミス（Wayne Smith 1957年5月9日- ）はイリノイ州シカゴ出身のアメリカンフットボール選手。ポジションはコーナーバック。
パデュー大学から1980年のNFLドラフト11巡でデトロイト・ライオンズから指名されて入団した。下位指名ながら1年目のシーズン半ばには先発の座を奪取した。1982年シーズン中にセントルイス・カージナルスへ移籍、カージナルスでも先発コーナーバックとして起用された。1987年はミネソタ・バイキングスでプレーした。通算84試合に先発出場し10インターセプトをあげた。